# كسر مولي

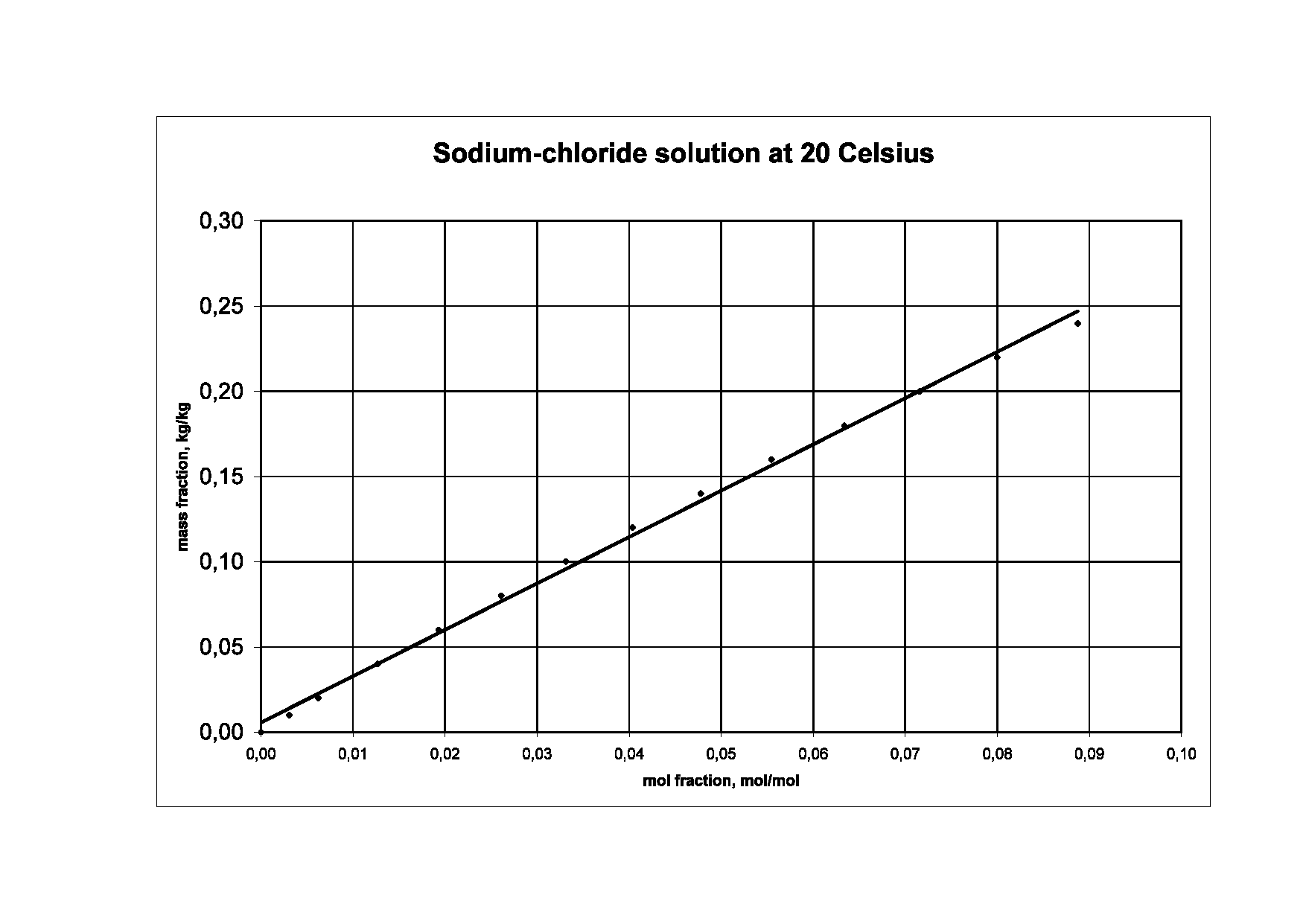

الكسر المولي أو الجزء المولي في الكيمياء (يرمز له بالرمز {\displaystyle \chi })، هو تعبير كيميائي يصف نسبة تواجد مادة معينة في مخلوط من المواد. ويعرف الجزء المولي لمادة i في المخلوط بأنها كمية المادة ni مقسومة على الكمية الكلية للمخلوط :
{\displaystyle x_{i}\ {\stackrel {\mathrm {def} }{=}}\ {\frac {n_{i}}{n}}}
حيث:
{\displaystyle n=\sum _{i}n_{i}\,}
تجرى عملية الجمع على جميع المكونات بما فيها كمية المذيب.
الكسر المولي قيمة مطلقة بدون وحدات.

## مثال
إذا قمنا بإذابة 10 مول من السكروز في 90 مول من الماء، يصبح الجزء المولي للسكروز في المحلول 0,1 .
ملحوظة : 
يمكن أيضا تعيين الجزء المولي باستخدام عدد الجزيئات i ،و Ni والعدد الكلي للجزيئات N في المخلوط، حيث أن:
{\displaystyle N_{i}=n_{i}\,N_{\rm {A}}\,}
و حيث NA هي ثابت أفوجادرو الذي يساوي ≈ 6.022×1023 mol–1.
وطبقا للتعريف فإن مجموع الأجزاء المولية يساوي 1. وهي خاصية التنسيب للواحد .
{\displaystyle \sum _{i}x_{i}\ {\stackrel {\mathrm {def} }{=}}\ 1\,}

## المول
1 مول من الماء = 18 جرام من الماء
ذلك لأن الوزن الجزيئي للماء H2O بالجرام = 1 + 1 + 16
وهي كمية تحتوي على عدد 6.022. 1023 من جزيئات الماء (وهي تعادل ثابت أفوجادرو).
وكذلك:
1 مول من الذهب = 197 جرام
ذلك لأن كتلة الذرية للذهب = 197
وهي كمية تحتوي على عدد 6.022. 1023 من ذرات الذهب، (وهي تعادل ثابت أفوجادرو).

## اقرأ أيضا
- مول
- كتلة جزيئية
- محلول مولي
- تنسيب للواحد